# Xot de l'illa de Flores
El xot de l'illa de Flores (Otus alfredi) és una espècie d'ocell de la família dels estrígids (Strigidae). Habita la selva humida de Flores, a les Illes Petites de la Sonda. El seu estat de conservació es considera en perill d'extinció.